# Ґлетчергорн
Ґлетчергорн (нім. Gletscherhorn) — це гора висотою 3 983 м.н.м. в Бернських Альпах, розташована на межі кантонів  Берн і Вале — власне через її вершину кордон і проходить.

## Опис
Вершина гори покрита скельною породою. З півночі гора є частиною східного кінця Стіни Лаутербруннен, на південь від Юнгфрау. Південна сторона покрита фірнами Ґлетчергорн та Кранцберг, які відділені один від одного скелями південно-східного гребеню. Нижче гребеня обидва фірни об'єднуються у льодовик, що впадає в льодовик Великий Алеч.
На схід гребінь веде до материнської вершини Юнгфрау (4 158 м.н.м). На південний захід найближчою вершиною через сідловину Глетчерйох (нім. Gletscherjoch) є Ебені Флу (3 962 м.н.м.). З півночі Ґлетчергорн різко обривається стіною висотою 2 800 метрів в верхню частину долини Лаутербруннен, з яких 1 200 метрів — майже вертикальна стіна, а решта — схили з великими кутами нахилу. На південь через Великий Алецький фірн розташований Алечгорн, який також має великий північний схил (стіну).

## Альпінізм
Перше сходження на гору відбулося по маршруту, який є сьогодні стандартним. Його здійснили 15 серпня 1867 року Джеймс Джон Горнбі з гідом Крістіаном Лаунером по західному гребеню.
На Ґлетчергорн піднімаються досить рідко, частково через те, що він оточений більш відомими горами, в тому числі вище магічної висоти 4000 м.н.м., частково через те, що всі маршрути на нього є складними.
Основних маршрути сходження два — західний або південно-східний гребені, майже однакової довжини, кожний з яких має важкість «S» («складний») за шкалою SAC. При цьому вихідними точками є прихисток нім. Hollandiahütte Швейцарського Альпійського Клубу (розташована на перевалі Льоченлюке на висоті 3214 м.н.м) або прихисток нім. Konkordiahütte того ж об'єднання.
Маршрут по північний стіні Ґлетчергорну є комбінованим (підйом та скелелазіння) та має важкість «AS» («надзвичайно складний») за шкалою SAC.